# Bárbara Brukalska
Bárbara Brukalska, de casa Sokołowska, (nacida el 4 de diciembre de 1899 en Brzeźce, fallecida el 6 de marzo de 1980 en Varsovia) fue una arquitecta polaca, teórica de la arquitectura, representante del funcionalismo, miembro del grupo Praesens y, desde 1948, profesora de la Universidad Tecnológica de Varsovia . Su cónyuge fue Stanislaw Brukalski.

## Trayectoria

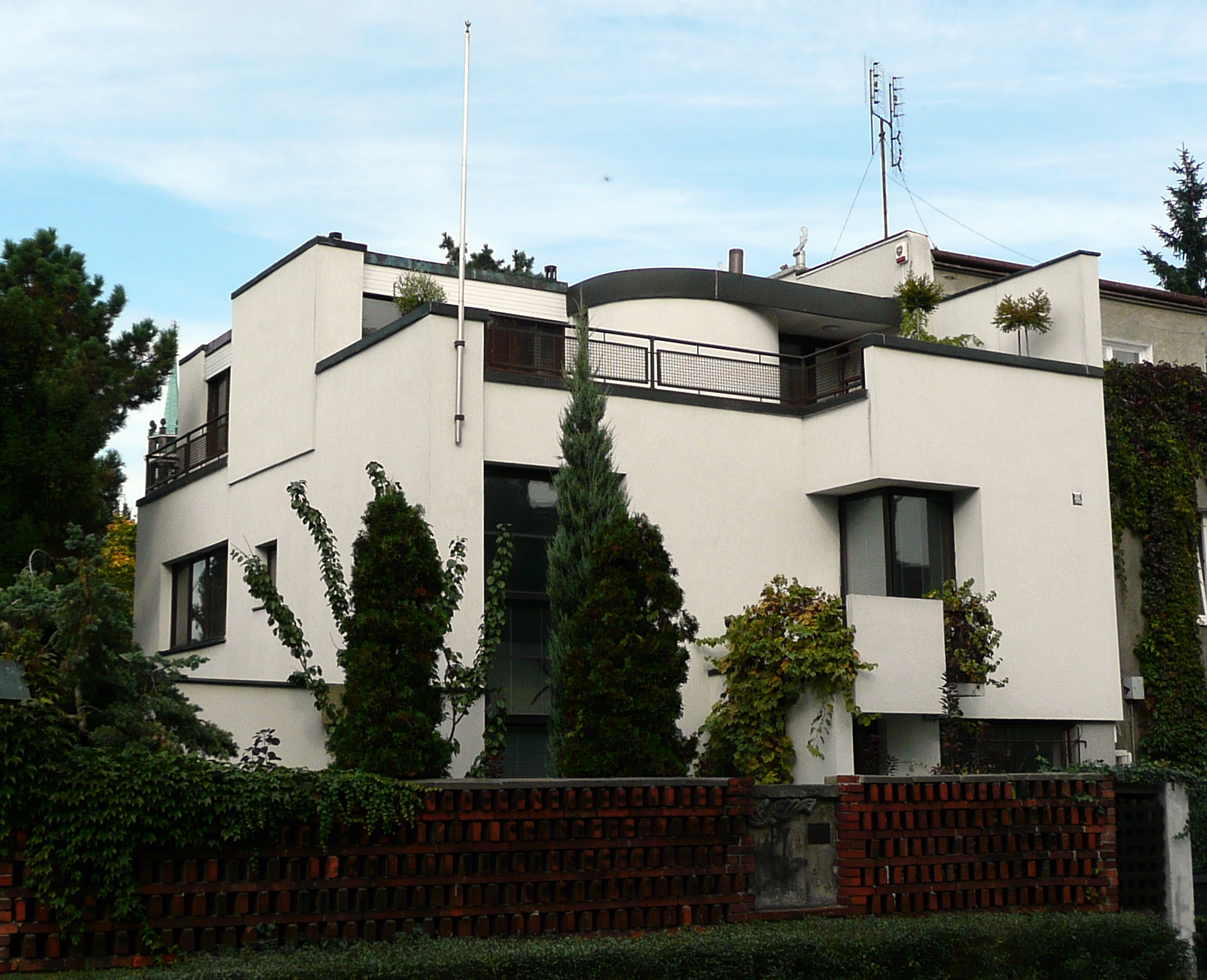
La primera realización de la arquitectura de vanguardia en Polonia. Construida entre 1927-1928 por Bárbara Brukalska y Stanisław Brukalski en Varsovia.

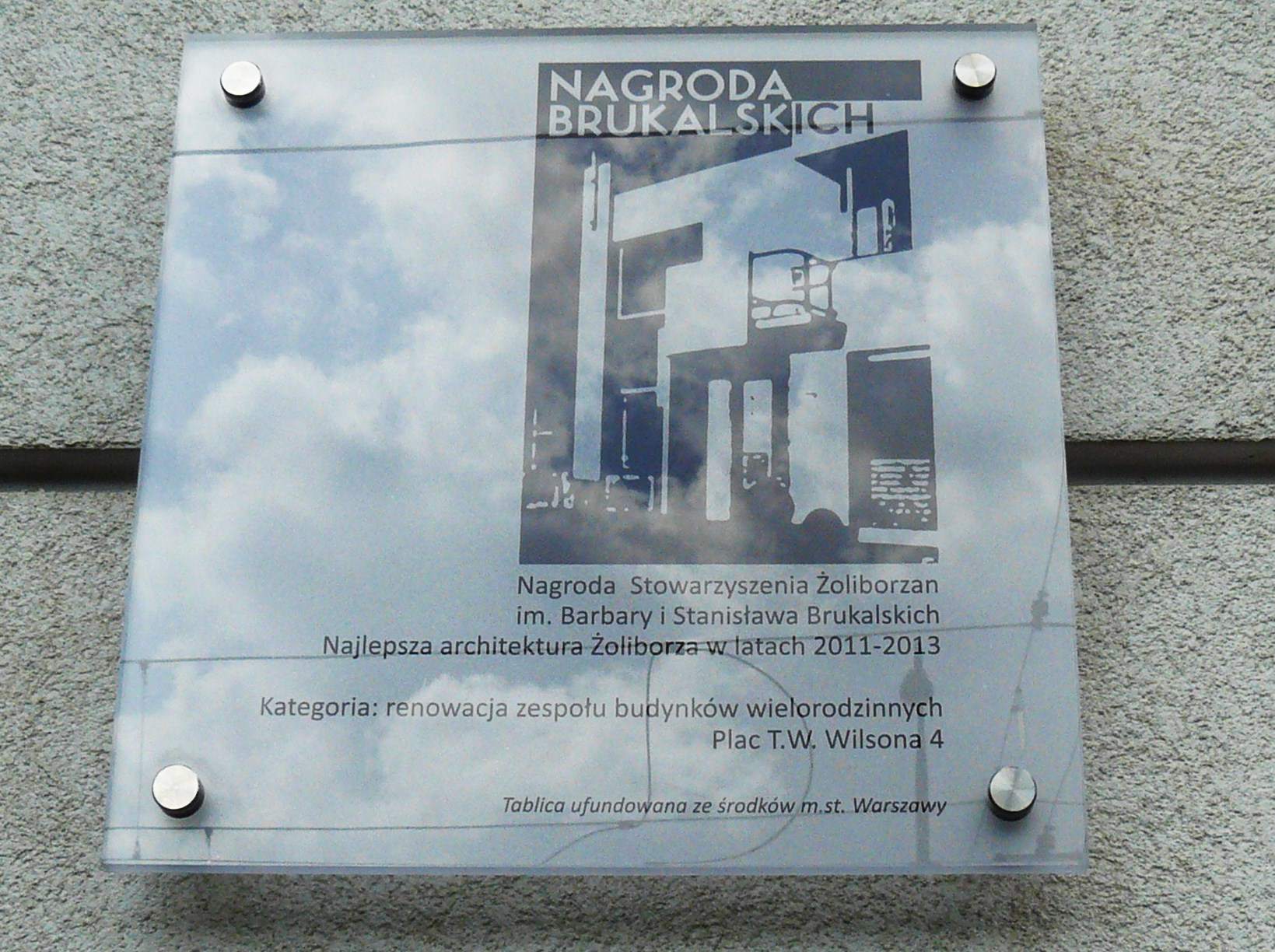
Premio Brukalskich

Estudió en la Universidad Tecnológica de Varsovia, donde fue profesora desde 1948. Entre los años 1926-1930 fue miembro del grupo Praesens fundado en 1925. Hasta 1939 diseñó junto con sus esposo baratos y funcionales edificios sólidos, simples y con suaves elementos plásticos, (ladrillo, escaleras de cubierta cóncavas); entre otros, su propia casa (1927-1928) y las colonias WSM Żoliborz (1927-1939) en Varsovia. Después de la II Guerra Mundial, termina su colaboración con su cónyuge, realizando su actividad de forma independiente. Son ejemplos de esta nueva época la Urbanización de Okęcie (1960) y la casa de Matysiaków (1965) en Varsovia.
Brukalska se cuenta entre los principales creadores del concepto de vivienda moderna en Polonia. Está enterrada con su marido en el cementerio Laski de la capital.
La Asociación Żoliborzan financió el Premio de 2011,  Bárbara y Stanislaw Brukalskich para el mejor proyecto de construcción en el distrito Żoliborz de Varsovia..

## Mejores obras
- Colonias: IV, VII, IX de Żoliborz.
- La casa de la vía Niegolewskiego, 8 (1927-1928)
- Intervención en Okęcie, en el distrito de Varsovia (1960)
- Casa de Matysiaków. (1956)
- La modernización de la Casa de las Águilas (1948-1950)
- Iglesia de Troszynie (1956-1975)
- Iglesia de Sypniewie (1971-1974)

Es autora de trabajos teóricos en el área de la arquitectura, entre los que destaca "Políticas sociales para el diseño residencial" (1948).